# Свердловина б/н (Зарічово)
Свердловина б/н — гідрологічна пам'ятка природи місцевого значення. Об'єкт розташований на території Перечинського району Закарпатської області, с. Зарічово, урочище «Лази-Кадоуб».
Площа — 3 га, статус отриманий у 1984 році.